# Kopar (biljna vrsta)
Kopar (mirođija, dil, slatki januš, koper, lat. Anethum graveolens) je začinska i ljekovita biljka iz porodice Apiaceae (štitarke). 

## Rasprostranjenost
Biljka je podrijetlom iz centralne Azije. Još u 1. stoljeću širi se po srednjoj i sjevernoj Europi. U doba Karla Velikog već je dio svakog carskog vrta. Najveći proizvođač ulja kopra danas je Mađarska.

## Karakteristike
Kopar je jednogodišnja biljka. Naraste od 30 do 120 cm visine. Cijela biljka je glatka i mirisna. Listovi su končasti. Cvjetovi su žuti i narastu na 6 do 10mm dugim drškama, radijalno simetrični i petodijelni. Cvjeta od svibnja do kolovoza. Plodovi su jajoliki, smeđi, 3 do 5mm dugi i 2 do 2,5mm široki. Plod zrije od srpnja do rujna. Sije se s prvim mrazevima u humusom bogato, osunčano tlo. Aroma biljke je najsnažnija prije cvjetanja. Sjeme biljke je zrelo kad počne tamniti i tada se može brati.

## Uporaba
U europskoj kuhinji rabi se kao dodatak salatama, umacima, jelima od ribe i kiselim marinadama. Rabi se i kao ljekovita biljka čija ulja pospješuju apetit, olakšavaju probavu i umiruju živce. Jača otpornost na bolesti i djeluje protiv infekcija. Čaj kopra umiruje i pomaže kod nesanice.

## Kemijski sastav
Biljka sadrži prvenstveno eterična ulja(do 5 %).
Od makroelemenata  sadrži (mg/g) 17,90 kalija, 19,50 kalcija, 3,40 magnezija i 0,20 željeza.Od mirkroelementa (mkg/g) sadrži 0,14 mangana, 0,26 bakra, 0,31 cinka, 0,04 kroma, 0,08 aluminija, 0,06 barija, 30,00 selena, 0,31 nikla, 0,20 stroncija, 0,06 olova, 0,09 joda, 64,00 srebra i 40,40 bora,

## Narodna vjerovanja
Kopar je poznat još u starom Egiptu kao ljekovita biljka. Rimski gladijatori mazali su tijelo koprovim uljem i jeli hranu začinjenu koperom, jer se vjerovalo da daje snagu. Stari Grci su ga cijenili zbog umirujućeg svojstva. U Bibliji se spominje s metvicom i kimom. Buketić kopra na vratima štiti ukućane od „zlih“ gostiju. Ako mladenka u cipelama na vjenčanju ima zrna kopra i senfa, njena riječ će biti posljednja u kući. Novorođenu djecu se štiti od „zla“ time što ih se pospe koprom i solju, a zrna kopra u džepu štite od „crne magije“.

## Sinonimi
- Anethum arvense Salisb.
- Anethum graveolens var. anatolicum N.F.Koren'
- Anethum graveolens subsp. australe N.F.Koren'
- Anethum graveolens var. chevallieri Maire
- Anethum graveolens var. copiosum N.F.Koren'
- Anethum graveolens var. nanum N.F.Koren'
- Anethum graveolens var. parvifolium N.F.Koren'
- Anethum graveolens var. tenerifrons N.F.Koren'
- Angelica graveolens (L.) Steud.
- Ferula graveolens (L.) Spreng.
- Pastinaca anethum Spreng.
- Peucedanum anethum Jess.
- Peucedanum graveolens (L.) C.B.Clarke
- Peucedanum graveolens (L.) Hiern
- Peucedanum sowa (Roxb. ex Fleming) Kurz
- Selinum anethum Roth
- Selinum graveolens (L.) Vest

## Hrvatski nazivi s autorima
- dil, Ortiz, E. L., 1998,
- kopar mirisni, Schlosser, J.C.K.; Vukotinović, Lj., 1876,
- kopar, Domac, R., 1994,
- koper, Šilješ, I.; Grozdanić, Đ.; Grgesina, I., 1992
- koprc, Šulek, B., 1879,
- koprić, Šulek, B., 1879,
- mirodija, Šulek, B., 1879,
- mirođija, Gelenčir, J.; Gelenčir, J., 1991,
- slatki januš, Ortiz, E. L., 1998,

Izvori za hrvatsko nazivlje

## Vanjske poveznice
- Anethum graveolens Dill PFAF Plant Database